# Anomala sakaii
Anomala sakaii är en skalbaggsart som beskrevs av Miyake 1987. Anomala sakaii ingår i släktet Anomala och familjen Rutelidae. Inga underarter finns listade i Catalogue of Life.